# Хан, Курт
Курт Хан (нем. Kurt Matthias Robert Martin Hahn; 5 июня 1886[…], Берлин — 14 декабря 1974, Хайлигенберг) — немецкий политик и педагог еврейского происхождения.

## Биография

### Детство и юность
Родился в Берлине в семье еврейского промышленника Оскара Хана (1 мая 1860 — 28 октября 1907) и Шарлотты Хан, урожд. Ландау (1865—1934). Был вторым ребёнком в семье (помимо него было ещё три сына). Детство провёл на вилле на левом берегу озера Вензее в Берлине. Окончил Французскую гимназию в Берлине; изучал философию, классическую историю, психологию, педагогику и экономику с 1904 по 1906 годы в Колледже Крайст-Чёрч в Оксфорде. В 1906—1910 годах продолжил учёбу в Берлине, Гейдельберге, Фрайбурге и Гёттингене, а также являлся учеником Вильгельма Виндельбанда, Ульриха фон Виламовиц-Мёллендорфа, Эдмунда Гуссерля, Леонарда Нельсона. С 1911 по 1914 год снова учился в Оксфорде. Во время Первой мировой войны вернулся в Германию в дом матери, бывший известным культурным салоном в предвоенном Берлине:с. 310. В салон Шарлотты Хан среди прочих были вхожи юный Артур Рубинштейн и Вальтер Ратенау.

### Профессиональная деятельность

#### Первая мировая война
Во время Первой мировой войны Хан работал с 1914 по 1919 год в Министерстве иностранных дел в Берлине, сначала в качестве редактора публициста Пауля Рорбаха. Был частным секретарём, близким другом и доверенным лицом принца Максимилиана Баденского, который был назначен 3 октября 1918 года канцлером Германской империи. В феврале 1918 года Курт Хан вместе с другими влиятельными личностями, такими как Роберт Бош, Альфред Вебер, Фридрих Науманн, Рудольф Штейнер представил меморандум принцу Баденскому. В нём политики призывали к немедленным мирным переговорам и последующей социальной реорганизации страны.

#### Веймарская республика
В 1919 году Курт Хан вместе с принцем Максимилианом Баденским основал частную школу-интернат в Залеме (Schule Schloss Salem), которой руководил в период с 1920 по 1933 год. В 1932 году была основана сестринская школа Schule Schloss Salem — Birklehof в Хинтерцартене.

#### Третий рейх
Был ярым противником нацистского режима, и с приходом к власти Адольфа Гитлера, регулярно выступал c политическими воззваниями перед учениками, преподавателями и выпускниками. За свою 'подрывную деятельность' он был арестован на пять дней (с 11 по 16 марта 1933 года). На свободу ему удалось выйти при прямом вмешательстве британского премьер-министра Рамсея Макдональда и принца Бертольда Баденского; разумеется, оставаться в Германии Курту настоятельно не рекомендовалось. Поэтому в 1933 году он был вынужден покинуть страну и перебраться в Шотландию, где в 1934 году основал школу-интернат Гордонстаун, на схожих принципах со школой в Залеме.

#### Послевоенный период
В 1956 году, когда Курт Хан был приглашен в Оборонный колледж НАТО, где увидел сотрудничество и дружбу людей из стран, которые ещё недавно были врагами во Второй мировой войне, у него появилась идея объединить молодых людей подобным образом, чтобы таким образом преодолеть враждебность Холодной войны. Результатом стала концепция «Колледжи объединенного мира» (United World Colleges (UWC)), группы международных школ, в которых молодые люди в возрасте от 16 до 18 лет почти из каждой страны мира вместе живут, учатся и участвуют в общественной деятельности. Первая школа такого рода, Атлантический колледж в районе Llantwit Major Wales, открылась в 1962 году и была описана The Times как «самый захватывающий эксперимент в образовании со времен Второй мировой войны».
Вместе с принцем Филиппом, герцогом Эдинбургским, он основал «премию герцога Эдинбургского», чьи сестринские программы (в том числе Международная молодежная программа в Германии) сегодня, как ожидается, откроют возможности для молодежи более чем в 80 странах мира.
Он основал несколько новых школ-интернатов, основанного на принципах Schule Schloss Salem и Gordonstoun School:
Anavryta Experimental Lyceum, Греция (1949); Stiftung Louisenlund, Германия (1949); Battisborough, Англия (1955); Rannoch School, Шотландия (1959); Box Hill School, Англия (1959); International School Ibadan, Нигерия (1963); The Athenian School, США (1965).
Курт Хан скончался 14 декабря 1974 года и был похоронен в Залеме.

## Принципы обучения
В семи законах Schule Schloss Salem Хан сформулировал свою целостную концепцию образования, которая должна была дать учащимся основанного им учебного заведения гораздо больше, чем просто академические знания. По сей день эти заповеди составляют основу воспитания в Schule Schloss Salem и Gordonstoun School, а также в Колледжах объединённого мира (UWC):
1. Давать молодым людям возможность познавать себя.
2. Пожинать плоды собственного успеха, а также переживать поражения.
3. Забыть о себе, принимая участие в общественных делах.
4. Дать время для молчания — и место для накопления (для размышлений).
5. Разрабатывать фантазию, способности ставить цели и планировать.
6. Понимать важность спорта, духа состязания и игры, но не давать им властвовать над собой.
7. Избавить детей богатых и могущественных родителей от осознания собственной избранности.

## Философия и педагогика
Образовательные теории Хана основывались на уважении к подросткам. Им Курт приписывал врожденную порядочность и нравственное чувство. Хан считал, что лишь дурное влияние общества развращает изначально невинных молодых людей — и лишь достойное образование в состоянии нивелировать это дурное влияние. Особое внимание Курт уделял активности на свежем воздухе — ученики получали возможность развиваться физически, отрабатывать навыки командной деятельности и умение отвечать за собственные поступки.
События Первой мировой войны лишь укрепили уверенность Хана в его собственной правоте — грандиозный социальный катаклизм виделся ему доказательством общей испорченности общества. Курт считал, что европейцы должны сделать соответствующие выводы и постараться измениться — иначе следующего подобного потрясения цивилизованный мир может не пережить.
В своих школах Курт преподавал историю, политику, древнегреческий, творчество Шекспира и Шиллера. Свое главное шотландское детище — Gordonstoun School Хан создал в основном по образу и подобию Schule Schloss Salem; в своих учениках он воспитывал сострадание, стремление к заботе о ближних, ответственность и любовь к правде. Даже в самых тяжелых случаях Курт стремился до последнего момента избегать телесных наказаний.

### На немецком
- Lothar Machtan: Prinz Max von Baden. Der letzte Kanzler des Kaisers, Suhrkamp Verlag, Berlin, 2013, ISBN 978-3-518-42407-0. Das Buch enthält ein zwölfseitiges biographisches Kapitel über Kurt Hahn unter der Überschrift: Spin Doctor Kurt Hahn
- Hellmut Becker: Kurt Hahn, der Erzieher. In: Neue Sammlung. Jg. 1975, S. 109—113; wieder abgedruckt in: Hellmut Becker: Auf dem Weg zur lernenden Gesellschaft. Personen, Analysen, Vorschläge für die Zukunft. Stuttgart 1980, S. 89-94.
- Peter Friese: Kurt Hahn. Leben und Werk eines umstrittenen Pädagogen. Dorum 2000.
- Wilhelm Henze (Hrsg.): Bernhard Zimmermann — Hermann Nohl — Kurt Hahn. Ein Beitrag zur Reformpädagogik. 1991. ISBN 978-3-932423-95-6 (= Schriftenreihe Niedersächsisches Institut für Sportgeschichte Bd. 9).
- Michael Knoll (Hrsg.): Kurt Hahn: Reform mit Augenmaß. Ausgewählte Schriften eines Politikers und Pädagogen. Mit einem Vorwort von Hartmut von Hentig. Stuttgart: Klett-Cotta 1998.
- Michael Knoll: Schulreform durch Erlebnispädagogik. Kurt Hahn — ein wirkungsmächtiger Pädagoge. In: Pädagogisches Handeln. Wissenschaft und Praxis im Dialog 5 (2001), 2, pp. 65-76.
- Michael Lausberg: Kinder sollen sich selbst entdecken. Die Erlebnispädagogik Kurt Hahns. Marburg 2007.
- Elly von Reventlow (Hrsg.): Albrecht Bernstorff zum Gedächtnis. Eigenverlag, Düsseldorf 1952.
- Hermann Röhrs (Hrsg.): Bildung als Wagnis und Bewährung. Eine Darstellung des Lebenswerkes von Kurt Hahn. Heidelberg 1966.
- Sandra Roscher: Erziehung durch Erlebnisse. Der Reformpädagoge Kurt Hahn im Licht von Zeitzeugen. Augsburg 2005.
- Hildegard Thiesen: Kurt Hahn. Pädagogische Umwelten zwischen Konstruktion und Anknüpfung. Jena 2006.
- Michael Birnthaler: «Kurt Hahn und Rudolf Steiner». In: Zeitschrift für Erlebnispädagogik. Lüneburg, 2008

### На английском
- Dr. Michael Knoll. School reform through experiential therapy: Kurt Hahn — an efficious educator (нем.). mi-knoll.de. Дата обращения: 21 июля 2025.
- Knoll, Michael, ed. (1998). Kurt Hahn: Reform mit Augenmaß. Ausgewählte Schriften eines Politikers und Pädagogen. Stuttgart: Klett-Cotta.
- Veevers, Nick; Pete, Allison (2011). Kurt Hahn: Inspirational, Visionary, Outdoor and Experiential Educator. Rotterdam: Sense Publishers.
- Wilhelm Henze, ed (1991): Bernhard Zimmermann — Hermann Nohl — Kurt Hahn. Ein Beitrag zur Reformpädagogik. 1991. ISBN 978-3-923453-16-0
- David Sutcliffe, Kurt Hahn and the United World Colleges with other Founding Figures. 2012. ISBN 978-0-9576458-0-6
- David Sutcliffe: «Kurt Hahn and the United World Colleges with other Founding Figures». 2012. ISBN 978-0-9576458-0-6